# Issoria abrita
Issoria abrita är en fjärilsart som beskrevs av Hans Fruhstorfer 1904. Issoria abrita ingår i släktet Issoria och familjen praktfjärilar. Inga underarter finns listade i Catalogue of Life.